# Instituto de Cooperación Iberoamericana
L'Instituto de Cooperación Iberoamericana (ICI) va ser un organisme espanyol, amb seu en Madrid, creat en 1979, dependent del llavors Ministeri d'Afers Exteriors. Els predecessors del ICI van ser l'Instituto de Cultura Hispánica i el Centro Iberoamericano de Cooperación, dels quals s'ha preservat la idea de cultura hispànica en crear-se dins de l'Institut un Centro de Altos Estudios Hispánicos.
Les seves tasques de cooperació es realitzaven per mitjà de comissions mixtes integrades per Espanya i els països iberoamericans en el marc dels programes derivats de les Cimeres Iberoamericanes. L'ICI comprenia tres subdireccions: Mèxic, Amèrica Central i el Carib; Amèrica del Sud; Cooperació Institucional, Cultural i de Comunicació. A Amèrica, l'ICI va arribar a comptar amb 20 oficines de cooperació, 18 centres culturals i tres centres de formació.
El novembre de 1988, l'ICI es va transformar en AECI (Agència Espanyola de Cooperació Internacional), traspassant les seves funcions i infraestructures. En 2007, l'AECI es va convertir al seu torn en una agència estatal i va incorporar al seu nom la paraula Desenvolupament, passant a ser Agència Espanyola de Cooperació Internacional per al Desenvolupament (AECID). Actualment, l'AECID és el principal instrument de cooperació exterior oficial d'Espanya.